# Filiera dei prodotti ortofrutticoli
La filiera dei prodotti ortofrutticoli è l'insieme delle fasi che caratterizzano la lavorazione di frutta e verdura dal momento in cui avviene la raccolta sino all'arrivo nei punti di distribuzione per il cliente finale.
Il processo di lavorazione dei prodotti ortofrutticoli è composto da diverse fasi che possono essere eseguite in maniera più o meno automatizzata a seconda delle esigenze del singolo produttore:

## Depallettizzazione/Pallettizzazione e svuotamento
Dalla raccolta arrivano i bancali contenenti le casse piene di raccolto. I bancali vengono svuotati, impilati, riordinati e legati.
Le casse vengono svuotate. Lo svuotamento può essere eseguito manualmente o automaticamente a seconda della tipologia di prodotto lavorato.

## Alimentazione e trattamento
Una volta immesso in linea il prodotto passa per prima cosa in aree adibite allo stazionamento.
Il primo step della lavorazione è composto da varie fasi, che non sono necessariamente tutte richieste:
- Precalibratura: con semplici processi meccanici vengono scartati i prodotti di dimensioni troppo piccole.
- Spazzolatura/Lavaggio/Spugnatura/Asciugatura: il prodotto può essere pulito, a seconda della maggiore o minore delicatezza del prodotto stesso, con diversi procedimenti:
- Spazzolatura a secco: il prodotto viene fatto passare su dei rulli a spazzola.
- Spazzolatura ad acqua: al di sopra dei rulli vengono posti degli ugelli che spruzzano acqua.
- Spugnatura/Asciugatura: in sequenza alla spazzolatura ad acqua vengono posti dei rulli rivestiti di spugna per assorbire l'acqua o un sistema di asciugatura ad aria (calda o fredda a seconda delle necessità).
- Sgambatura: in presenza di ciliegie è possibile installare un impianto apposito per la divisione dei gambi, necessaria per la calibratura automatica.

## Selezione manuale
Prima della calibratura vera e propria si procede ad una rapida selezione manuale a vista dove vengono scartati i prodotti in evidente stato di compromissione.

## Calibratura
Gli odierni sistemi di calibratura automatica (meccanica o elettronica) permettono di selezionare accuratamente i prodotti sotto molteplici aspetti:
- Peso
- Calibro (diametro in mm)
- Colore
- Doppio frutto
- Difetti di forma
- Difetti di superficie
- Difetti interni con metodi non distruttivi.